# Medoševići
Medoševići su naseljeno mjesto u općini Čajniču, Republika Srpska, BiH. Nalaze se istočno od Bezujnog, rječice Bezujanke i jugozapadno od Batotića. Sjeverno je rječica Janjina.
Godine 1985. pripojeni su naselju Bezujnom (Sl.list SRBiH, br.24/85).

## Stanovništvo
| Narod     | Popis 1961. | Popis 1971. | Popis 1981. |
| --------- | ----------- | ----------- | ----------- |
| Hrvati    |             |             |             |
| Muslimani | 21          | 18          | 15          |
| Srbi      | 100         | 107         | 86          |
| ostali    |             |             | 1           |
| Ukupno    | 121         | 125         | 102         |